# Свенд Рінгстед
Свенд Рінгстед (дан. Svend Ringsted, 30 листопада 1893, Какорток — 16 березня 1975, Гіллеред) — данський футболіст, що грав на позиції захисника. Відомий за виступами за клуб «Академіск», а також у складі збірної Данії на Олімпійських іграх 1920 року.

## Біографія
Свенд Рінгстед народився на Гренландії. На клубному рівні він з 1911 до 1923 року грав за копенгагенський клуб «Академіск». З 1918 до 1921 року Рінгстед грав у складі збірної Данії. У 1920 році футболіст у складі збірної брав участь в Олімпійських іграх 1920 року. Загалом у складі збірної зіграв 5 матчів.
Помер Свенд Рінгстед у 1975 році в місті Гіллеред.